# 三碘合铅酸铷
三碘合铅酸铷是一种无机化合物，化学式为RbPbI3，它具有钙钛矿结构，是Rb-Pb-I三种元素形成的化合物之一。它可由碘化铷和碘化铅的反应制得。它可以形成正交晶系的晶体，空间群Pnma。它的t因子为0.818，μ因子为0.541。